# Herbert Miles
Pour les articles homonymes, voir Miles.
Herbert Miles, né le 31 juillet 1850 à Londres et mort le 6 mai 1926 dans la même ville, est un homme politique et militaire britannique qui fut gouverneur de Gibraltar de juillet 1913 à juillet 1918.

## Distinctions
- Grand-croix de l'ordre d'Isabelle la Catholique
- Grand officier de la Légion d'honneur